# Radio Solaris
 (novembre 2019).
Si vous disposez d'ouvrages ou d'articles de référence ou si vous connaissez des sites web de qualité traitant du thème abordé ici, merci de compléter l'article en donnant les références utiles à sa vérifiabilité et en les liant à la section « Notes et références ».
Radio Solaris était une radio normande qui a émis en FM depuis Yvetot de novembre 1981 à juin 1988. Sa zone de réception couvrait principalement le Pays de Caux sur le département de la Seine-Maritime. Ses programmes étaient constitués d'émissions musicales variées et de bulletins d'informations locales.

## Histoire

### 1981 à 1983: les débuts
Après l'élection présidentielle française de 1981 et avec la fin du monopole d'état sur la radiodiffusion en France, l'idée de créer une radio musicale prend forme dans l'esprit des membres d'une association d'auditeurs Normands. Avec l'aide de quelques commerçants locaux, ils installent un premier studio sommaire et un émetteur au sous-sol d'un magasin d'Yvetot. Après quelques essais, Radio Solaris diffuse sa toute première émission le 16 novembre 1981 en FM sur 101 MHz. Au début, la station n'émet que 3 heures par jour du lundi au jeudi, et plus longuement du vendredi au dimanche. La programmation assurée par quelques animateurs bénévoles est vouée principalement aux musiques de différents styles (rock, hard-rock, pop, jazz, chanson française, accordéon, classique) et à la diffusion d'informations locales. Dès les premières semaines, la station rencontre un vif succès et devient rapidement assez populaire dans le Pays de Caux.
Au début de 1982, Radio Solaris quitte sa cave pour installer ses studios et son émetteur dans un appartement situé rue des Victoires, dans le centre ville d'Yvetot. Une nouvelle Association Solaris est alors constituée pour gérer légalement la station. Plusieurs événements comme un concert à Fécamp ou l'organisation de soirées dansantes en discothèque permettront de recueillir des fonds pour financer l'achat de matériels d'émission complémentaires. Au cours de 1982, la radio peut ainsi quadrupler sa puissance d'émission et installer son antenne en haut d'un pylône placé sur le toit de l'immeuble où sont situés ses studios. L'arrivée d'un codeur stéréo viendra également améliorer le confort d'écoute. Néanmoins, si Radio Solaris est désormais bien captée sur le plateau du Pays de Caux, ce n'est pas le cas dans d'autres villes limitrophes du département de Seine-Maritime comme Rouen, Le Havre ou Fécamp.
En 1982 un poste d'employé permanent est créé, puis un autre en 1983. Ces deux titulaires associés à la cinquantaine d'animateurs bénévoles se relayant chaque semaine dans ses studios permettront ainsi à la station d'assurer progressivement jusqu'à 140 heures de programmes hebdomadaires à la fin de 1983. Radio Solaris commence alors à relayer 7 bulletins quotidiens d'informations générales produits par une Agence de Presse Parisienne. Et c'est au début de cette année que la commission Galabert donnera un avis favorable à la demande de dérogation présentée par l'association Solaris, cet avis devant donner lieu ultérieurement à l'attribution officielle d'une fréquence d'émission (on en reparlera en 1984).

### 1984 à 1986: les belles années
En juin 1984, Radio Solaris déménage à nouveau et s'installe dans un appartement situé rue Pierre-et-Marie-Curie, toujours dans le centre ville d'Yvetot. Les locaux plus vastes permettent de créer un studio principal avec une cabine technique séparée de la pièce accueillant les animateurs et les invités par une vitre. Il faut noter que la plupart des émissions étaient réalisées depuis la console de mixage de cette cabine par un animateur assurant simultanément la technique et l'animation (Dee-Jay). Un second studio est destiné à la production d'émissions, sonals (jingles) et messages promotionnels. Seuls l'émetteur et le pylône d'antenne restent à l'ancienne adresse, reliés aux nouveaux studios par un câble téléphonique.
Le 18 août 1984, Radio Solaris se conforme à la décision du 6 avril 1984 de la Haute Autorité de la communication audiovisuelle, et modifie sa fréquence d'émission pour 88,6 MHz. L'ancien matériel d'émission étant incompatible avec cette fréquence, la station décide d'investir une somme importante dans l'achat d'un nouvel émetteur. Mais les émissions sur 88,6 MHz provoquent immédiatement le brouillage des radiocommunications de la Gendarmerie nationale toute proche, et la radio est moins bien reçue dans son périmètre. Après deux mois sans solution satisfaisante, Radio Solaris modifie à nouveau sa fréquence le 17 octobre 1984 et s'installe sur 99 MHz. Les perturbations cessent mais la station ne respecte plus son cahier des charges et devient ainsi illégale. Ses efforts pour trouver un nouveau site d'émissions se révéleront infructueux, et la radio demeurera ainsi dans l'illégalité pendant les quatre dernières années de son existence.
Le 1er août 1984, le financement des radios privées françaises par la diffusion de messages publicitaires est autorisé. Un troisième employé est alors recruté. Sa mission sera de prospecter auprès des commerçants pour obtenir des contrats publicitaires. En février 1985, Radio Solaris recrute aussi deux stagiaires à mi-temps dans le nouveau cadre des Travaux d'Utilité Collective (T.U.C.), afin d'assurer quelques heures d'animation ainsi que du travail de secrétariat. Avec l'aide des trois autres salariés embauchés les années précédentes et la participation de 35 animateurs bénévoles, la station propose maintenant 125 heures hebdomadaires d'émissions originales.
Radio Solaris commence en 1985 à multiplier le nombre de retransmissions et d'animations en extérieur. Du 6 au 8 avril 1985, la radio installe un stand-studio à la première foire de printemps d'Yvetot, organisée par une association de commerçants locaux. Durant ces trois jours, des émissions seront animées en direct depuis ce salon. A cette occasion, la station recevra sur son stand l'acteur et chanteur Bernard Ménez, et diffusera sur ses ondes un entretien avec lui. L'expérience recueillera un grand succès auprès du public, et sera renouvelée l'année suivante avec le groupe Les Charlots comme invités. Le 14 avril 1985, le conteur cauchois Jean Avenel se produit sur scène à Doudeville. L'enregistrement public de ce spectacle sera utilisé par la radio pour éditer la première de trois cassettes audio qui seront consacrées à cet humoriste local. Cette première prestation s'étant déroulée à guichets fermés, elle sera rejouée le 19 mai 1985 à Cany-Barville. Puis, Jean Avenel sera la vedette principale de la tournée du Car-podium Solaris, qui visitera douze bourgs importants de la région à partir du 1er août 1985,. Enfin, Radio Solaris fêtera son quatrième anniversaire au Casino de Saint-Valery-en-Caux le 9 novembre 1985.
Progressivement, Radio Solaris va adopter un style musical plus standardisé, établissant une liste de disques pouvant être diffusés en journée (format Top 40), afin de fidéliser un auditoire plus large. Les émissions consacrées à un style de musique plus spécifique (Musique classique, Jazz, Hard rock, , etc.) seront reléguées le soir et en fin de semaine. Le 1er juin 1986, Radio Solaris s'associe avec Radio Cumulus, une radio locale Fécampoise qui relaiera dès lors les programmes de la station cauchoise sur 95,3 MHz. Le territoire encaissé de la valleuse de Fécamp est enfin couvert par Radio Solaris, ce qui permettra de tripler les revenus publicitaires de la radio.
Pendant l'année 1986, Radio Solaris connaîtra les prémices des difficultés qui s'accentueront en 1987, et la feront disparaître en 1988. Ce sera d'abord, en mars 1986, la démission du président de l'association Solaris qui dirigeait la station et avait su organiser son développement depuis 1983. En fin d'année, ce sont le licenciement de trois salariés et des désaccords portant sur des décisions techniques et financières prises par la Direction qui entraîneront la démission de deux "animateurs vedette" et du responsable technique de la radio.

### 1987 à 1988: les difficultés et la fin
Le 9 mai 1987, Radio Solaris s'associe avec Mouette FM, une radio locale de la ville du Havre qui relaiera le programme de la station cauchoise sur 97,7 MHz, dans des conditions analogues au relai déjà existant à Fécamp. Ce qui aurait pu constituer le début prometteur d'un mini réseau régional de radio sera sans lendemain. Durant l'été 1987, dans une ambiance plombée par des problèmes financiers croissants, des animateurs historiques quittent la radio à leur tour. Puis, c'est au tour des présidents et vice-présidents de démissionner. Une nouvelle équipe est alors élue à la tête de l'association Solaris, avec la ferme intention de redresser la situation. Malheureusement, dès septembre 1987, celle-ci va dramatiquement s'aggraver. Alors que la station Yvetotaise est financièrement incapable de régler le loyer dû à Fécamp, l'équipe locale coupe le relai Solaris sur place, et le cède (ou le vend ?) à une radio régionale concurrente, RVS. En conséquence, le chiffre d'affaires de la station est subitement divisé par quatre, et elle ne s'en remettra jamais. Le 31 octobre 1987, Radio Solaris engage pourtant quelques dépenses supplémentaires en louant une grande salle d'Yvetot et quelques artistes, dont la chanteuse Yianna Katsoulos, pour fêter son sixième anniversaire. Ce sera le dernier.
Mauvais présage, dès le 22 janvier 1988, une tempête abat une moitié de l'antenne émettrice d'Yvetot. Finalement le 30 avril 1988, l'image de marque de l'appellation Solaris s'étant gravement dégradée, la direction décide un changement de nom : ce sera Pulsion FM. Une nouvelle association est alors créée, et la station déménage son studio dans un nouveau local à Yvetot. Mais l'amateurisme de la nouvelle équipe, ainsi que quelques malversations et escroqueries supplémentaires auront rapidement raison de cette nouvelle tentative. Pulsion FM arrête définitivement ses émissions le 30 juin 1988 et dissout son association.
Quelques rumeurs du retour de Radio Solaris circuleront au deuxième trimestre 1988, sans jamais se réaliser. Et le 26 novembre 1988, le matériel de studio subsistant est vendu aux enchères en salle des ventes d'Yvetot. Le mât-antenne, dernier symbole visible des sept années d'existence de Radio Solaris, sera enlevé d'une seule pièce par une grue de cinquante tonnes le 12 janvier 1989.